# Джамиль (имя)
Джамиль (араб. جميل‎) — арабское мужское имя, означающее «красивый».

## В других языках
Кроме арабских стран, имя Джамиль широко используется в мусульманских государствах бывшего Советского Союза, в мусульманских странах Азии и Африки, а также иммигрантами из мусульманских стран в Европе, США, Канады, Австралии и Латинской Америке. Испанский вариант имени «Yamil», несмотря на написание имеет точно такое же произношение как Джамил.
Женским эквивалентом этого имени является Джамила (араб. جميلة‎ — «красивая». В русском языке также употребляются Джамиля, Джамелия, Джамела, Джамила и другие вариации.

### Фонетические варианты
- Ямиль
- Гамиль

## Часть имени
- Габдельджамиль — Раб прекраснейшего из прекрасных (Бога)[3]
- Мирджамиль — Мир (измененное «эмир») + Джамиль
- Мухамметджамиль — Мухаммет + Джамиль